# Гибсон, Джеффри
Джеффри Гибсон (англ. Jeffery Gibson; род. 15 августа 1990, Фрипорт) — багамский легкоатлет, специалист по барьерному бегу и спринту. Выступал на профессиональном уровне в 2006—2019 годах, обладатель бронзовой медали чемпионата мира, чемпион Панамериканских игр, серебряный и бронзовый призёр Игр Содружества, действующий рекордсмен Багамских Островов в беге на 400 метров с барьерами, участник летних Олимпийских игр в Рио-де-Жанейро.

## Биография
Джеффри Гибсон родился 15 августа 1990 года во Фрипорте, Багамские Острова.
Занимался лёгкой атлетикой во время учёбы в местной старшей школе Bishop Michael Eldon School. Продолжил спортивную карьеру в Университете Орала Робертса, в составе университетской легкоатлетической команды регулярно принимал участие в различных студенческих соревнованиях.
Первого серьёзного успеха на международном уровне добился в сезоне 2006 года, когда вошёл в состав багамской сборной и выступил на CARIFTA Games в Лез-Абиме, где среди юниоров выиграл бронзовую медаль в эстафете 4×400 метров.
В 2007 году бежал 400 метров и смешанный спринт на юношеском мировом первенстве в Остраве.
На CARIFTA Games 2008 года в Бастере был шестым в беге на 400 метров и третьим в эстафете 4×400 метров. Стартовал в беге на 400 метров с барьерами и эстафете 4×400 метров на юниорском мировом первенстве в Быдгоще.
В 2010 году в 400-метровом барьерном беге финишировал седьмым на молодёжном первенстве NACAC в Мирамаре.
В 2011 году бежал 400 метров с барьерами на чемпионате Центральной Америки и Карибского бассейна в Маягуэсе.
На молодёжном первенстве NACAC 2012 года в Ирапуато трижды поднимался на пьедестал почёта: взял бронзу в гладком беге на 400 метров, завоевал золото в барьерном беге на 400 метров, получил серебро в эстафете 4×400 метров.
В 2013 году на центральноамериканском и карибском чемпионате в Морелии стал серебряным призёром в беге на 400 метров с барьерами и в эстафете 4×400 метров. В барьерах дошёл до полуфинала на чемпионате мира в Москве.
В 2014 году в барьерном беге на 400 метров выиграл бронзовую медаль на Играх Содружества в Глазго, превзошёл всех соперников на Панамериканском спортивном фестивале в Мехико.
В 2015 году в беге на 400 метров с барьерами одержал победу на Панамериканских играх в Торонто и стал бронзовым призёром на чемпионате мира в Пекине, установив при этом ныне действующий рекорд Багамских Островов — 48,17.
Благодаря череде успешных выступлений в 2016 году удостоился права защищать честь страны на летних Олимпийских играх в Рио-де-Жанейро — на предварительном квалификационном этапе 400 метров с барьерами показал время 52,77, чего оказалось недостаточно для выхода в полуфинальную стадию соревнований.
В 2018 году среди прочего завоевал серебряную награду на Играх Содружества в Голд-Косте.
В 2019 году на Панамериканских играх в Лиме был четвёртым в беге на 400 метров с барьерами и седьмым в эстафете 4×400 метров. По окончании сезона завершил спортивную карьеру.